# THE IDOLM@STER LIVE THE@TER DREAMERS 02
《THE IDOLM@STER LIVE THE@TER DREAMERS 02》，是Lantis於2015年10月28日發售的一張《偶像大師 百萬人演唱會！》系列角色歌曲專輯，簡稱「LTD02」。

## 概要
《THE IDOLM@STER LIVE THE@TER DREAMERS》系列專輯之一。收錄了社群遊戲《偶像大師 百萬人演唱會！》中10位偶像合唱的樂曲《Dreaming!》、10人分為5組演唱的5首二重唱樂曲、以及迷你廣播劇的專輯，於在2015年7月19日舉辦的演唱會「THE IDOLM@STER M@STERS OF IDOL WORLD!!2015」中公佈。迷你廣播劇講述的是以之後在2016年2月7日舉辦的演唱會「THE IDOLM@STER MILLION LIVE! 3rd LIVE TOUR BELIEVE MY DRE@M!!」仙台公演為背景的故事，但參演聲優有所不同。2015年11月23日，在東京新宿BLAZE舉辦了LTD02發售紀念活動。

## 收錄曲目
初次收錄的曲目以粗體字表示。「Solo部分」皆為《THE IDOLM@STER LIVE THE@TER SOLO COLLECTION》系列專輯中演唱Solo版本樂曲的偶像。
1. Overture
2. Dreaming!
演唱：天海春香（中村繪里子）、春日未來（山崎遙）、北上麗花（平山笑美）、北澤志保（雨宫天）、茱莉亞（愛美）、高槻彌生（仁後真耶子）、所惠美（藤井幸代）、七尾百合子（伊藤美來）、望月杏奈（夏川椎菜）、矢吹可奈（木戶衣吹）
作詞：真崎繪里香、作曲：BNSI（佐藤貴文）、編曲：Arte Refact
Solo部分：茱莉亞、所惠美
3. 765PRO LIVE THE@TER 
4. 
演唱：天海春香（中村绘里子）、春日未来（山崎遥）
作詞：藤本記子、作曲：増谷賢、編曲：増谷賢
Solo部分：春日未來
5. Chu→LOVER!!
演唱：望月杏奈（夏川椎菜）、七尾百合子（伊藤美來）
作詞：真崎繪里香、作曲：桑原聖（Arte Refact）、編曲：酒井拓也（Arte Refact）
Solo部分：望月杏奈
6. 
演唱：茱莉亞（愛美）、所惠美（藤井幸代）
作詞：、作曲：AstroNoteS、編曲：AstroNoteS
Solo部分：所惠美、茱莉亞
7. Eternal Spiral
演唱：高槻彌生（仁後真耶子）、矢吹可奈（木戶衣吹）
作詞：松井洋平、作曲：AstroNoteS、編曲：AstroNoteS
Solo部分：矢吹可奈
8. piece of cake
演唱：北上麗花（平山笑美）、北澤志保（雨宮天）
作詞：松井洋平、作曲：AstroNoteS、編曲：AstroNoteS
Solo部分：北澤志保、北上麗花
9. Bonus Talk